# Trichosetodes anysa
Trichosetodes anysa är en nattsländeart som beskrevs av Martin E. Mosely 1948. Trichosetodes anysa ingår i släktet Trichosetodes och familjen långhornssländor. Inga underarter finns listade i Catalogue of Life.